# 巴訥施蒂克湖

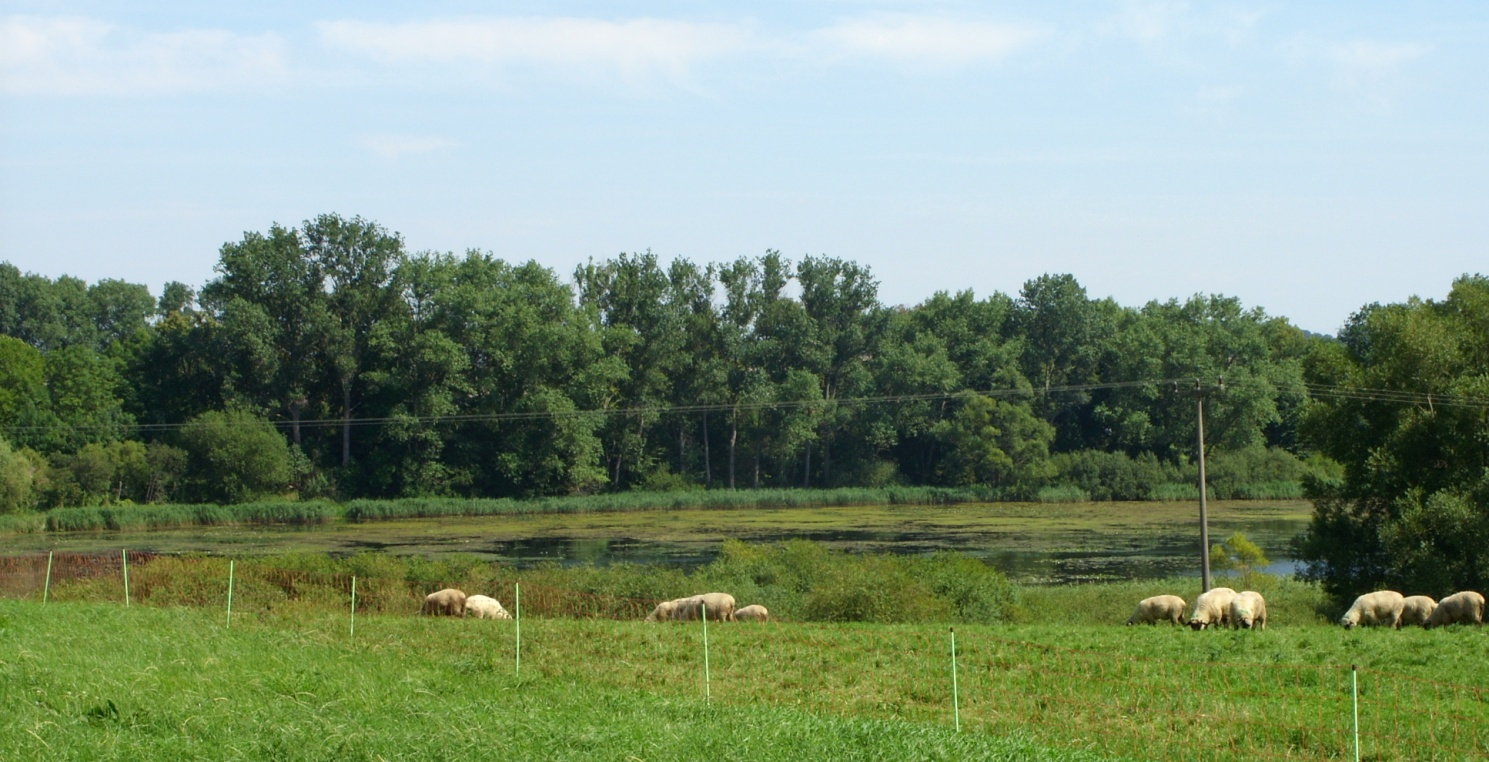

53°41′10″N 11°23′39″E / 53.68611°N 11.39417°E
巴訥施蒂克湖（德語：Barnerstücker See），是德國的湖泊，位於該國東北部，由梅克倫堡-前波美拉尼亞州負責管轄，處於西北梅克倫堡縣，長0.7公里、寬0.2公里，面積0.1平方公里，海拔高度40米。